# Servicio Aéreo de la Armada Imperial Japonesa
El Servicio Aéreo de la Armada Imperial Japonesa (大日本帝國海軍航空隊 'Dai-Nippon Teikoku Kaigun Kōkū-tai'?) era la rama aérea de la Armada Imperial Japonesa, responsable de operar la aviación naval y llevar a cabo la guerra aérea.

## Historia temprana

### Orígenes

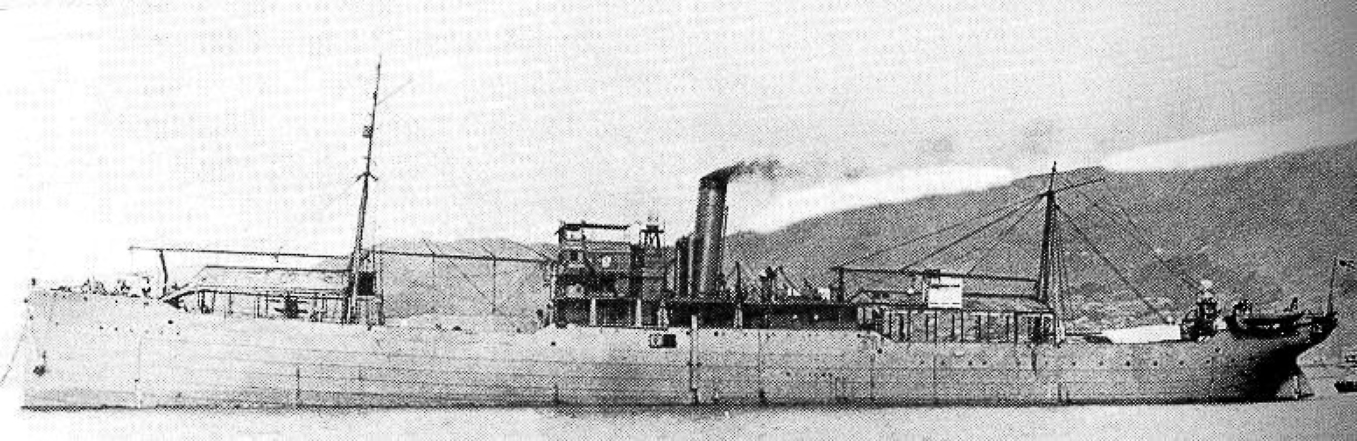
Portaaviones japonés Wakamiya

Los comienzos de la aviación naval japonesa se establecieron en 1912, con la creación de una Comisión de Investigación Aeronáutica Naval (Conocida como Kaigun Kokūjutsu Kenkyūkai) bajo la autoridad del Departamento Técnico. La comisión se encargó de promover la tecnología de la aviación y la capacitación de la Marina. Inicialmente, la atención se centró en aeronaves no rígidas, pero rápidamente se trasladó al desarrollo de aeronaves aladas y motorizadas. Ese año, la comisión decidió comprar aviones aliados extranjeros y enviar oficiales subalternos al extranjero para aprender cómo volar y mantenerlos. La Marina compró dos hidroaviones de la fábrica de Glenn Curtiss en Hammondsport, Nueva York, y dos hidroaviones de Maurice Farman de Francia. Para establecer un cuadro de aviadores y técnicos navales, la marina también envió tres oficiales a Hammondsport y dos a Francia para capacitación e instrucción. Después de su regreso a Japón a fines de 1912, dos de los aviadores navales recién entrenados realizaron los primeros vuelos en Oppama en la bahía de Yokosuka, uno en un avión Curtiss, y en el otro un Maurice Farman.

### Asedio deTsingtao
Artículo principal: Batalla de Tsingtao

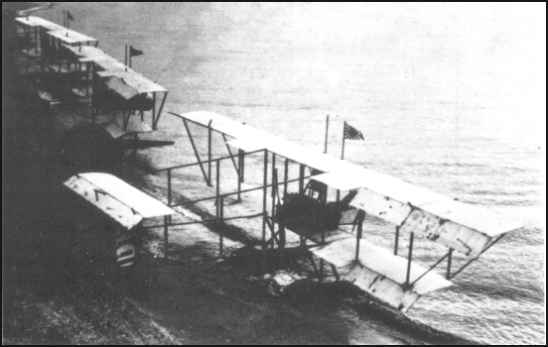
Tres hidroaviones japoneses Maurice Farman

El 23 de agosto de 1914, como resultado de su tratado con Gran Bretaña, Japón declaró la guerra a Alemania. Los japoneses, junto con una fuerza británica simbólica, bloquearon y pusieron sitio a la colonia alemana de Kiaochow y su capital administrativa Tsingtao en la península de Shandong. Durante el sitio, a partir de septiembre, cuatro hidroaviones de Maurice Farman (dos activos y dos de reserva) a bordo del Wakamiya llevaron a cabo bombardeos de reconocimiento y aéreos en posiciones y barcos alemanes. La aeronave transportaba de seis a diez bombas que se habían convertido de proyectiles y se lanzaron a través de tubos de metal a cada lado de la cabina. El 5 de septiembre, durante la primera operación exitosa, dos hidroaviones de Farman lanzaron varias bombas sobre la baterías Bismarck, las principales fortificaciones alemanas en Tsingtao. Las bombas aterrizaron inofensivamente en el barro, pero la aeronave pudo confirmar que el SMS Emden no estaba en Tsingtao, esto era inteligencia de gran importancia para el comando naval aliado. El 30 de septiembre, una mina dañó al Wakamiya y luego la enviaron de vuelta a Japón para que la repararan. Pero los hidroaviones, al trasladarse a la costa, continuaron usándose contra los defensores alemanes hasta su rendición el 7 de noviembre de 1914. El Wakamiya realizó las primeras incursiones aéreas lanzadas por la marina en la historia y fue en efecto el primer portaaviones de la Armada Imperial Japonesa. Al final del asedio, la aeronave había realizado 50 incursiones y lanzado 200 bombas, aunque el daño a las defensas alemanas era leve.

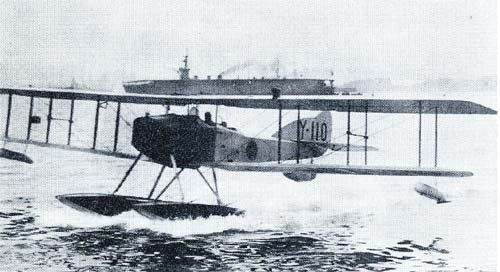
El Yokosuka Ro-go Ko-gata, el primer hidroavión japonés diseñado y construido

### Desarrollos posteriores (1916-1918)
En 1916, la Comisión de Investigación Aeronáutica Naval se disolvió y los fondos que la apoyaron se reasignaron para el establecimiento de tres unidades aéreas navales (hikotai) que estarían bajo la autoridad de la Oficina de Asuntos Navales del Ministerio de la Marina. La primera unidad se estableció en Yokosuka en abril de 1916, sin embargo, la falta de una política aérea naval específica en estos primeros años se hizo evidente por el hecho de que Yokosuka Air Group operaba con la flota solo una vez al año cuando se transportaba brevemente a cualquier área de entrenamiento que la AIJ utilizara para maniobras. La aviación naval japonesa, sin embargo, continuó progresando. En 1917, los oficiales del Arsenal Naval de Yokosuka diseñaron y construyeron el primer hidroavión japonés, el hidroavión de reconocimiento Ro-Go Ko-gata, que era mucho más útil en el mar y mucho más seguro que el avión Maurice Farman que la marina había estado usando hasta ese punto. El avión finalmente fue producido en masa y se convirtió en el pilar del brazo aéreo de la marina hasta mediados de la década de 1920. Las fábricas japonesas para el final de la guerra, en un número cada vez mayor, comenzaban a producir motores y fuselajes basados en diseños extranjeros. Una importante expansión en la fuerza aérea naval japonesa fue parte del programa de expansión naval de 1918 que hizo posible un nuevo grupo aéreo y una estación aérea naval en Sasebo. En 1918, la AIJ aseguró la tierra alrededor del lago Kasumigaura en la Prefectura de Ibaraki, al noreste de Tokio. Al año siguiente, se estableció una estación aérea naval para aeronaves tanto terrestres como marítimas, y posteriormente, el entrenamiento aéreo naval se transfirió a Kasumigaura, desde Yokosuka. Después del establecimiento de una unidad de entrenamiento aéreo naval en Kasumigaura, la estación aérea se convirtió en el principal centro de entrenamiento de vuelo para la marina.

## Desarrollo de entreguerras

### Misión Sempill
Artículo principal: Misión Sempill

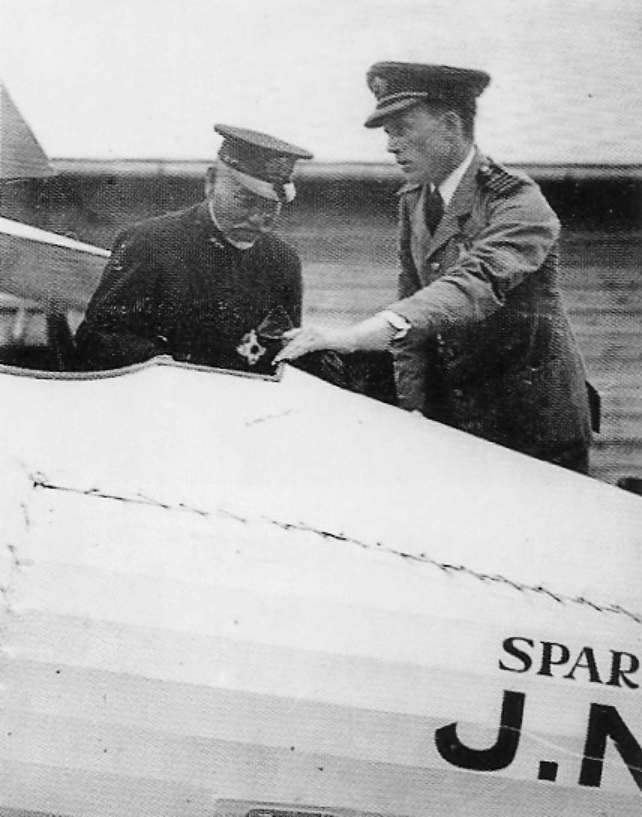
El capitán Sempill mostrando un gavilán al almirante Tōgō Heihachirō, 1921

La marina japonesa supervisó de cerca el progreso de la aviación de las tres potencias navales aliadas durante la Primera Guerra Mundial y llegó a la conclusión de que Gran Bretaña había logrado los mayores avances en la aviación naval. También habían aprendido bastante sobre la aviación naval a través de sus contactos dentro de la Royal Navy. En 1920, se envió a un representante a Gran Bretaña para observar las operaciones aéreas desde las cubiertas del Furious. En 1921, el gobierno japonés solicitó formalmente que los británicos enviaran una misión aérea naval, con el fin de desarrollar y proporcionar una ventaja profesional a la aviación naval japonesa. Hubo reservas por parte del Almirantazgo acerca de conceder a los japoneses acceso sin restricciones a la tecnología británica, a pesar de esto, el gobierno británico envió una misión de aviación civil no oficial a Japón.
La misión Sempill dirigida por el capitán William Forbes-Sempill, un exoficial de la Royal Air Force con experiencia en el diseño y prueba de aviones de la Royal Navy durante la Primera Guerra Mundial. La misión estaba compuesta por 27 miembros, que eran en su mayoría personal con experiencia en aviación naval e incluían pilotos e ingenieros de varias empresas británicas de fabricación de aviones. La misión técnica británica partió para Japón en septiembre con el objetivo de ayudar a la Armada Imperial Japonesa a desarrollar y mejorar la capacidad de su brazo aéreo naval, el gobierno británico también esperaba que condujera a un lucrativo acuerdo de armas. La misión llegó a la Estación Aérea Naval de Kasumigaura el mes siguiente, en noviembre de 1921, y permaneció en Japón durante 18 meses.

Los japoneses fueron entrenados en varios aviones británicos como el Gloster Sparrowhawk; como la misión también llegó a Kasumigaura, más de cien aviones que comprendían veinte modelos diferentes, cinco de los cuales estaban actualmente en servicio con la Royal Air Force, incluido el Sparrowhawk. Estos aviones finalmente proporcionaron la inspiración para el diseño de varios aviones navales japoneses. Los técnicos se familiarizaron con las armas y equipos aéreos más nuevos: torpedos, bombas, ametralladoras, cámaras y equipos de comunicaciones. Mientras que los aviadores navales fueron entrenados en varias técnicas, como el bombardeo con torpedos, el control de vuelo y el aterrizaje y despegue de portaaviones; habilidades que luego se emplearían en las aguas poco profundas de Pearl Harbor en diciembre de 1941. La misión también trajo los planes de los portaaviones británicos más recientes, como el HMS Argus y HMS Hermes, que influyeron en las etapas finales del desarrollo del portaaviones Hōshō. Cuando los últimos miembros de la misión habían regresado a Gran Bretaña, los japoneses habían adquirido un conocimiento razonable de la última tecnología de aviación y la misión Sempill de 1921-22, marcó el verdadero comienzo de una efectiva fuerza aérea naval japonesa. La aviación naval japonesa también, tanto en tecnología como en doctrina, continuó siendo dependiente del modelo británico durante la mayor parte de la década de 1920.
Los militares en Japón también fueron ayudados en su búsqueda para construir sus fuerzas navales por el mismo Sempill, que se había convertido en un espía japonés. Durante los próximos 20 años, Sempill proporcionó a los japoneses información secreta sobre la última tecnología de aviación británica. Su trabajo de espionaje ayudó a Japón a desarrollar rápidamente sus aviones militares y sus tecnologías antes de la Segunda Guerra Mundial.

### Aviación y portaaviones

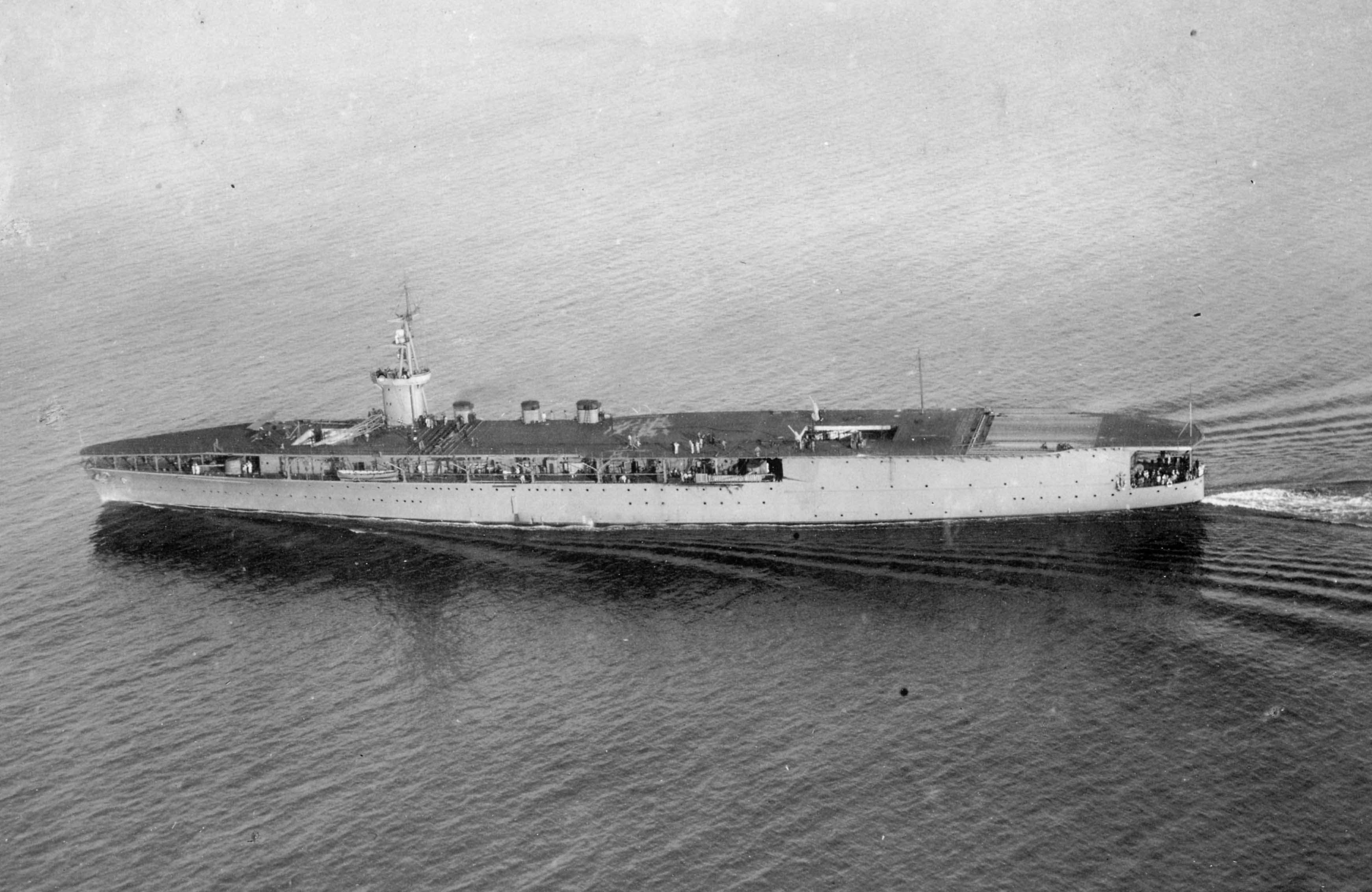
El portaaviones japonés Hōshō en 1922

El interés japonés en el potencial de las operaciones de los portaaviones demostrado por las observaciones a bordo del Furious condujo a la inclusión de un portaaviones en el programa de flotas 88 de 1918. El Hōshō de 7470 toneladas se estableció en diciembre de 1919 en Yokohama. El Hōshō fue el segundo buque de guerra después del Hermes británico que se diseñó desde la quilla como portaaviones y el primero en completarse a partir de la quilla.

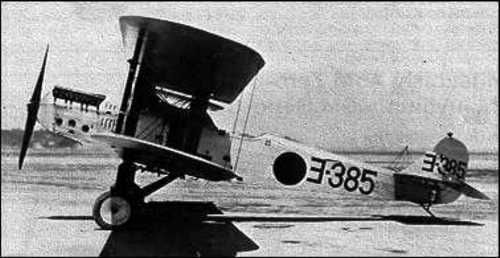
Avión torpedero Mitsubishi B1M

En la década de 1920, el mayor porcentaje de aeronaves que fueron inicialmente adquiridas e instaladas en servicio, eran hidroaviones terrestres cuyas tareas principales eran el reconocimiento y las patrullas antisubmarinas. Los japoneses habían elaborado planes para la formación de 17 escuadrones de estos aviones, pero las restricciones presupuestarias limitaron las unidades a once hasta 1931. Según los términos del Tratado Naval de Washington, se permitió reconstruir dos buques incompletos como portaaviones, para los japoneses; el Akagi y el Amagi. Sin embargo, el Amagi se dañó durante el Gran terremoto de Kanto en 1923 y el Kaga se convirtió en un reemplazo. El Akagi se completó en 1927, mientras que el Kaga se completó un año más tarde. Con estos dos portaaviones se establecieron gran parte de las doctrinas y procedimientos operativos de la Armada Imperial Japonesa.
Cuando se completó el Hōshō, se prestó poca atención a los aviones navales en un papel ofensivo y, además, con un solo portaaviones no se prestó suficiente atención a la doctrina del portaaviones dentro del establecimiento naval japonés. Sin embargo, en 1928 se formó la 1.ª División de Portaaviones con tres portaaviones y se inició el estudio del papel de los portaaviones en un enfrentamiento naval. Debido al corto alcance de las aeronaves de portaaviones en ese momento, muchos en la jerarquía naval todavía estaban muy orientados hacia la superficie. Consideraron que los aviones de transporte eran empleados como apoyo para la flota de batalla principal y no como armas ofensivas. Las aeronaves debían actuar como exploradores y observadores, capas de pantallas de humo para disparos navales, defensa aérea de la flota y más tarde (con el aumento en el rendimiento de las aeronaves) como un medio para atacar a los acorazados y otros objetivos de superficie.
Sin embargo, los aviadores navales tenían una perspectiva diferente, ya que creían que un importante enfrentamiento aéreo para despejar el espacio sobre las flotas contrarias precedería a la batalla de la superficie final, cada vez más consideradas las compañías aéreas enemigas como los principales objetivos del poder aéreo naval. Por lo tanto, a principios de la década de 1930, la Armada Imperial Japonesa no se adhirió a ninguna doctrina unificada sobre cómo se utilizarían los transportistas en una acción de flota y no tenía una visión clara del papel del poder aéreo en la guerra naval. Pero con el aumento continuo en el alcance y la potencia de los aviones, los portaaviones fueron reconocidos por su capacidad para atacar a objetivos más allá del alcance de las armas de superficie y los torpedos. Dentro de la AIJ, tanto el personal de artillería como los aviadores navales, se convencieron de que las aeronaves de transporte deberían utilizarse para un ataque preventivo contra las compañías enemigas para lograr la superioridad aérea en la proximidad de la batalla de superficie. Alrededor de 1932-33, la AIJ comenzó a cambiar su enfoque aéreo de los buques de guerra enemigos a sus portaaviones; ya mediados de los años 30, con la mejora en el rendimiento de los aviones de bombardeo, en particular los bombarderos en picado, la destrucción de la fuerza del portaaviones del enemigo se convirtió en el foco principal de las fuerzas del portaaviones de Japón. El concepto emergente de un ataque aéreo masivo también desvió el énfasis de la protección de la flota de batalla principal a los ataques a objetivos en el horizonte. Esencial para la implementación de tal táctica era la ubicación del enemigo antes de que el enemigo encontrara a los transportistas japoneses. Como consecuencia, era importante para los japoneses que las aeronaves navales pudieran "sobrepasar al enemigo" en el aire, al igual que las fuerzas de superficie japonesas podían hacerlo mediante artillería naval y ataques con torpedos. Posteriormente, a lo largo de la década de 1930, la aviación naval japonesa enfatizó el rango en sus especificaciones para nuevos aviones.

### Grupos aéreos terrestres
Además de desarrollar la aviación con base en portaaviones, la AIJ mantuvo muchos grupos aéreos con base en tierra. A principios de la década de 1930, los japoneses crearon una nueva categoría de aeronaves llamada rikujo kogeki-ki (aeronave de ataque terrestre) o Rikko, para abreviar. Esto estaba en consonancia con la estrategia de proporcionar una defensa rápida del archipiélago contra el posible avance hacia el oeste de una ofensiva naval estadounidense a través del Pacífico. Estos aviones, en realidad proporcionaron la mayor parte de la aviación naval japonesa hasta la víspera de la Guerra del Pacífico. En este sentido, Japón fue único entre las tres potencias navales principales durante el período de entreguerras y los años inmediatos previos a la guerra, con solo las dos alas aéreas del Cuerpo de Marines de los Estados Unidos siendo análogas a las unidades aéreas navales terrestres de Japón. La creación de estas unidades aéreas había comenzado al final de la Primera Guerra Mundial, cuando se habían elaborado planes para 17 de ellas, sin embargo, estos planes no se implementaron completamente hasta 1931. Se ubicarían en seis estaciones aéreas alrededor del archipiélago japonés: Yokosuka, Sasebo, Kasumigaura, Omura, Tateyama y Kure, estas unidades estaban compuestas por varios tipos de aviones, que eran en su mayoría hidroaviones. En números absolutos, los aviones con base en tierra proporcionaron el mayor crecimiento en el poder aéreo naval de Japón en los años anteriores a la Guerra del Pacífico. El programa de expansión naval Círculo Uno, que se había formulado en 1927 y se puso en práctica en 1931, requería la creación de 28 nuevos grupos aéreos. Aunque en 1934 solo se establecieron 14 grupos, que fue una respuesta a la expansión naval estadounidense bajo el primer plan Vinson, el programa Círculo Dos solicitó la creación de ocho grupos aéreos adicionales para finales de 1937. Debían operar desde las seis nuevas estaciones aéreas en Ōminato, Saeki, Yokohama, Maizuru, Kanoya y Kisarazu en el archipiélago y desde Chinhae en la costa sur de Corea. Bajo la presión del segundo plan Vinson, iniciado por los Estados Unidos, los japoneses aumentaron el impulso en la construcción de sus fuerzas aéreas terrestres. La fecha límite para la finalización de la aviación del Círculo Uno se trasladó hasta 1937 y también se hizo un esfuerzo total para completar la producción de aeronaves del programa Círculo Dos para finales de ese mismo año.
A finales de 1937, la Armada poseía 563 aviones terrestres, además de los 332 aviones a bordo de su flota de portaaviones. El servicio aéreo de la Armada tenía un total de 895 aviones y 2711 tripulantes, incluidos pilotos y navegantes, en treinta y nueve grupos aéreos. Si bien, este total de 895 aviones fue considerablemente menor que el total de la fuerza aérea naval estadounidense durante el mismo período, la fuerza de aviación terrestre de Japón era sustancialmente mayor. El importante poder aéreo con base en tierra funcionó en beneficio de Japón cuando la nación fue a la guerra con China en 1937.

## Expansión (1931-1937)

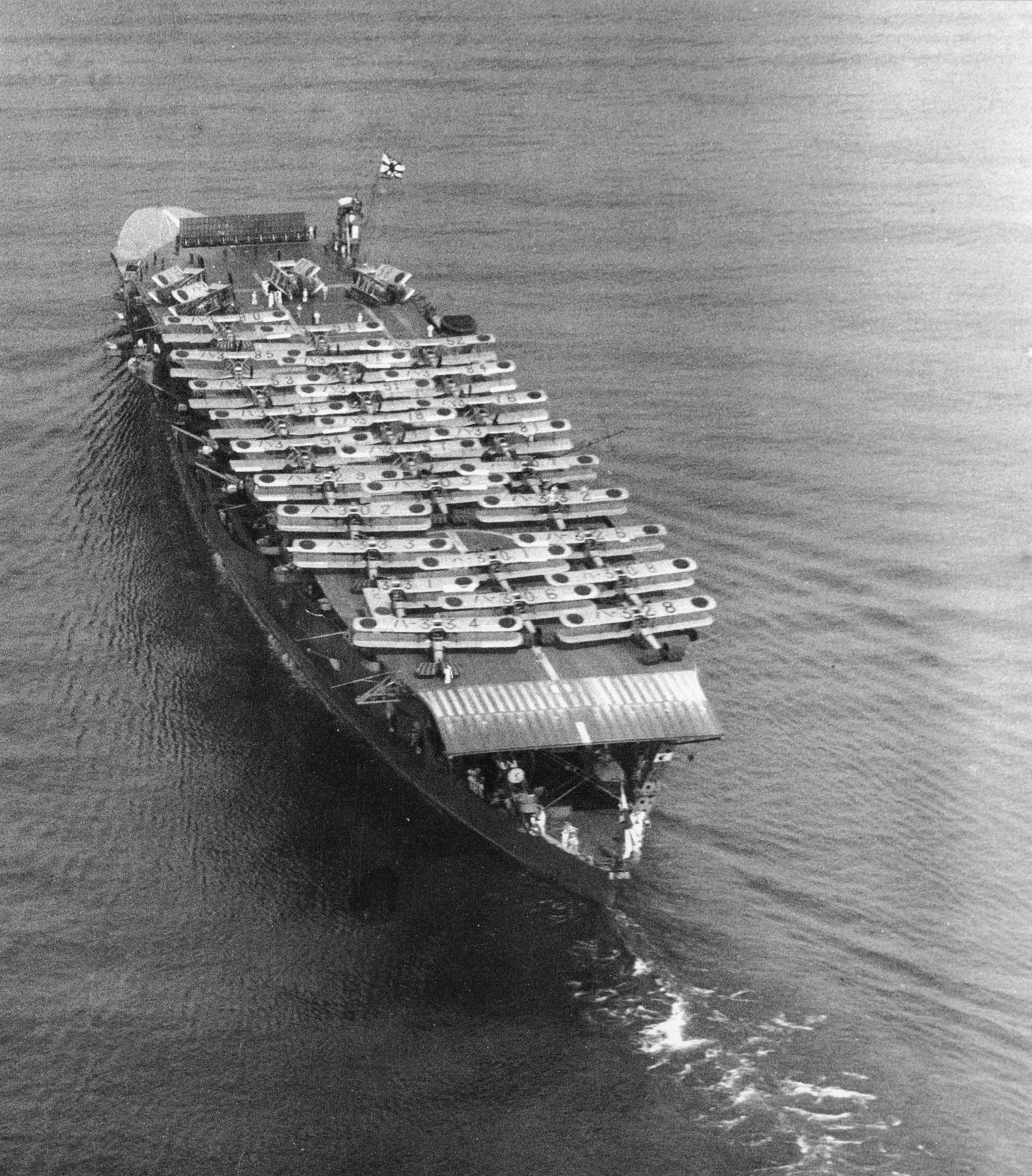
Vista del Akagi frente a Osaka el 15 de octubre de 1934. En la cubierta están los bombarderos Mitsubishi B1M y B2M.

Para 1927, la aviación naval japonesa había crecido lo suficiente en tamaño y complejidad, por lo que era necesario consolidar la organización administrativa del servicio aéreo. Las diversas operaciones y actividades aéreas durante el tiempo de paz, que se dividieron entre el Ministerio de la Marina y el Departamento Técnico de la Marina, ahora se fusionaron en un solo Departamento de Aviación Naval. En 1932, también se estableció un Arsenal Aéreo Naval independiente para agilizar las pruebas y el desarrollo de aeronaves y armamento. Durante sus primeros años, estas organizaciones estaban bajo el mando de hábiles entusiastas del aire, quienes desempeñaron un papel importante en la rápida expansión de la aviación naval japonesa durante la siguiente década. El Tratado naval de Londres de 1930 impuso nuevas limitaciones a la construcción de buques de guerra, lo que hizo que el Estado Mayor de la Armada considerara la aviación naval como una forma de compensar las deficiencias de la flota de superficie.
En 1931, el servicio aéreo impulsó y estableció el resto de los 17 escuadrones aéreos que se habían proyectado en los planes de expansión de 1923. Estos se combinaron finalmente en seis grupos aéreos (kokutai) ubicados en seis bases alrededor de Japón. Además, los programas de expansión naval Círculo incluyeron 12 grupos aéreos adicionales, también incluyeron el desarrollo de tecnologías de aviación específicas y la aceleración del entrenamiento de la tripulación de aire. El plan Círculo Uno se concentró en el desarrollo de nuevos tipos de aeronaves, incluyendo grandes botes voladores y aeronaves de ataque terrestres, así como la construcción de unidades marítimas, tanto de hidroaviones como de aeronaves de transporte. El plan Círculo Dos continuó la acumulación en los aviones navales y autorizó la construcción de dos portaaviones.

### Incidente de Shanghái (1932)
En enero de 1932, se produjeron enfrentamientos entre las fuerzas chinas y japonesas en Shanghái. El 29 de enero, varios aviones de la licitación del hidroavión Notoro, estacionados en el río Yangtze, llevaron a cabo ataques de bajo nivel en las posiciones militares chinas en Zhabei; en posiciones de artillería fuera de la ciudad y en un tren blindado en una estación de ferrocarril en la parte norte de la ciudad. Hubo grandes pérdidas civiles y materiales, en parte como resultado de técnicas y mecanismos de bombardeo masivo en ese momento. La 3.ª Flota, compuesta por la 1.ª División de Portaaviones con los portaaviones Kaga y Hōshō, también fue enviada a la ciudad. El Kaga llegó a la entrada del río Yangtze el 1 de febrero y dos días después se unió al Hōshō. A bordo del Hōshō había diez combatientes y nueve bombarderos con torpedos, mientras que el Kaga tenía 16 combatientes y 32 bombarderos con torpederos. En total, los japoneses tenían ochenta aviones que podían desplegarse sobre Shanghái, en su mayoría aviones de combate Nakajima A1N2 y torpederos Mitsubishi B1M3. El 3 de febrero, varios aviones de los dos portaaviones fueron desplegados en el aeródromo de Kunda, donde volaron en misiones de apoyo a las fuerzas terrestres japonesas.
Los aviones del Hōshō participaron en el primer combate aéreo de la AIJ el 5 de febrero, cuando tres combatientes que escoltaban a dos bombarderos, fueron atacados por nueve combatientes chinos sobre Zhenru; un combatiente chino fue dañado. El 22 de febrero, mientras escoltaban a tres bombarderos torpederos B1M3, tres combatientes del Kaga que operaban desde el aeródromo de Kunda obtuvieron la primera victoria aérea de la AIJ cuando derribaron a un caza Boeing 218, pilotado por el estadounidense voluntario Robert Short. Después de obtener información de que los chinos planeaban montar una contraofensiva, los bombarderos japoneses llevaron a cabo ataques en los aeródromos chinos en Hangzhou y Suzhou entre el 23 y el 26 de febrero, destruyendo varios aviones en tierra. El 26 de febrero, seis combatientes de unos A1N2 del Hōshō escoltaban a nueve bombarderos del Kaga para un bombardeo del aeródromo de Hangzhou, cuando atacaron cinco aviones chinos y derribaron a tres de ellos. Los portaaviones japoneses regresaron a sus aguas natales después de que se declarara un alto el fuego el 3 de marzo. Las tripulaciones del Kaga recibieron una mención especial del comandante de la 3.ª Flota, el vicealmirante Kichisaburō Nomura, por sus acciones.
Las acciones de los aviadores japoneses sobre Shanghái representaron las primeras operaciones aéreas significativas sobre Asia Oriental y para la AIJ, y también marcaron las primeras operaciones de combate de sus portaaviones. El ataque a Zhabei también fue el ataque aéreo más destructivo en un área urbana hasta el ataque de la Legión Cóndor en Guernica, cinco años después. Aunque percibida como escaramuzas insignificantes, la campaña aérea resultante llevó a varias conclusiones: aunque el caza A1N2 demostró ser inferior en rendimiento al Boeing 218, la campaña demostró las habilidades de vuelo superiores a la media de los pilotos de la AIJ y la precisión relativa de sus técnicas de bombardeo con clima favorable.

### Guerra sino-japonesa (1937-1941)
Artículo principal: Segunda guerra sino-japonesa

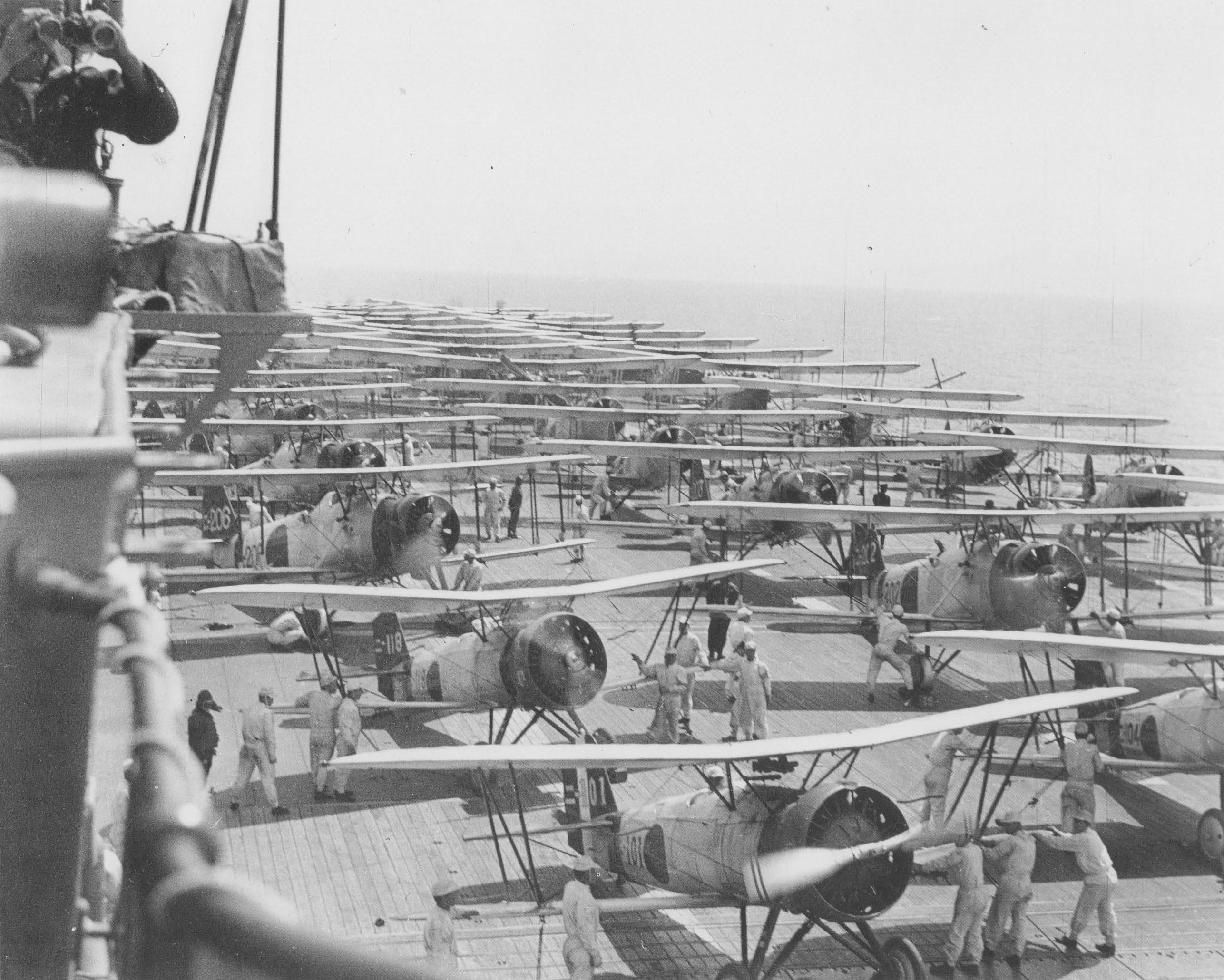
El Kaga realizando operaciones aéreas en 1937. En cubierta están los aviones Nakajima A2N, Aichi D1A y Mitsubishi B2M.

Desde el inicio de las hostilidades en 1937 hasta que las fuerzas se desviaron para combatir en la guerra del Pacífico en 1941, los aviones navales desempeñaron un papel clave en las operaciones militares en el continente chino. La AIJ tenía dos responsabilidades principales: la primera era apoyar las operaciones anfibias en la costa china y la segunda era el bombardeo aéreo estratégico de las ciudades chinas. Esto fue único en la historia naval, ya que era la primera vez que un servicio aéreo naval había realizado tal esfuerzo. La campaña comenzó inicialmente en 1937, y tuvo lugar principalmente en la cuenca del río Yangtze con ataques a instalaciones militares a lo largo de la costa china por aviones de transporte japoneses. La participación naval alcanzó su punto máximo en 1938-39 con el feroz bombardeo de ciudades en el interior chino por bombarderos medios terrestres y concluyó en 1941 con un intento de aviones tácticos, tanto de transporte como terrestres, para cortar la comunicación y rutas de transporte en el sur de china. Aunque las ofensivas aéreas de 1937-41 fracasaron en sus objetivos políticos y psicológicos, redujeron el flujo de material estratégico a China y, por un tiempo, mejoraron la situación militar japonesa en las partes central y sur del país. La guerra con China fue de gran importancia y valor para la aviación naval japonesa al demostrar cómo los aviones podrían contribuir a la proyección del poder naval en tierra.
A pesar de la feroz rivalidad entre las ramas militares, en el otoño de 1937, el general Matsui Iwane, el general del Ejército al mando del teatro de operaciones, admitió la superioridad de los Servicios Aéreos Navales. Sus tropas dependían de la Armada para el apoyo aéreo. Bombarderos navales como el Mitsubishi G3M y el Mitsubishi G4M fueron utilizados para bombardear ciudades chinas. Los aviones de combate japoneses, especialmente el Mitsubishi Zero, obtuvieron una superioridad táctica aérea; El control de los cielos sobre China pertenecía a los japoneses. A diferencia de otras fuerzas aéreas navales, el SAAIJ fue responsable de los bombardeos estratégicos y operó bombarderos de largo alcance.
El bombardeo estratégico japonés se realizó principalmente contra las grandes ciudades chinas, como Shanghái, Wuhan y Chonging, con alrededor de 5000 incursiones desde febrero de 1938 hasta agosto de 1943.

El bombardeo de Nankin y Guangzhou, que comenzó los días 22 y 23 de septiembre de 1937, provocó protestas generalizadas que culminaron en una resolución del Comité Consultivo de la Sociedad de las Naciones del Lejano Oriente. Lord Cranborne, el subsecretario de Estado británico para Asuntos Exteriores, expresó su indignación en su propia declaración.
Las palabras no pueden expresar los sentimientos de profundo horror con que las noticias de estas incursiones han sido recibidas por todo el mundo civilizado. A menudo se dirigen contra lugares alejados del área real de las hostilidades. El objetivo militar, donde existe, parece tomar un segundo lugar. El principal objetivo parece ser inspirar el terror por la matanza indiscriminada de civiles...

## Guerra del Pacífico
Artículo principal: La Armada Imperial Japonesa durante la Segunda Guerra Mundial

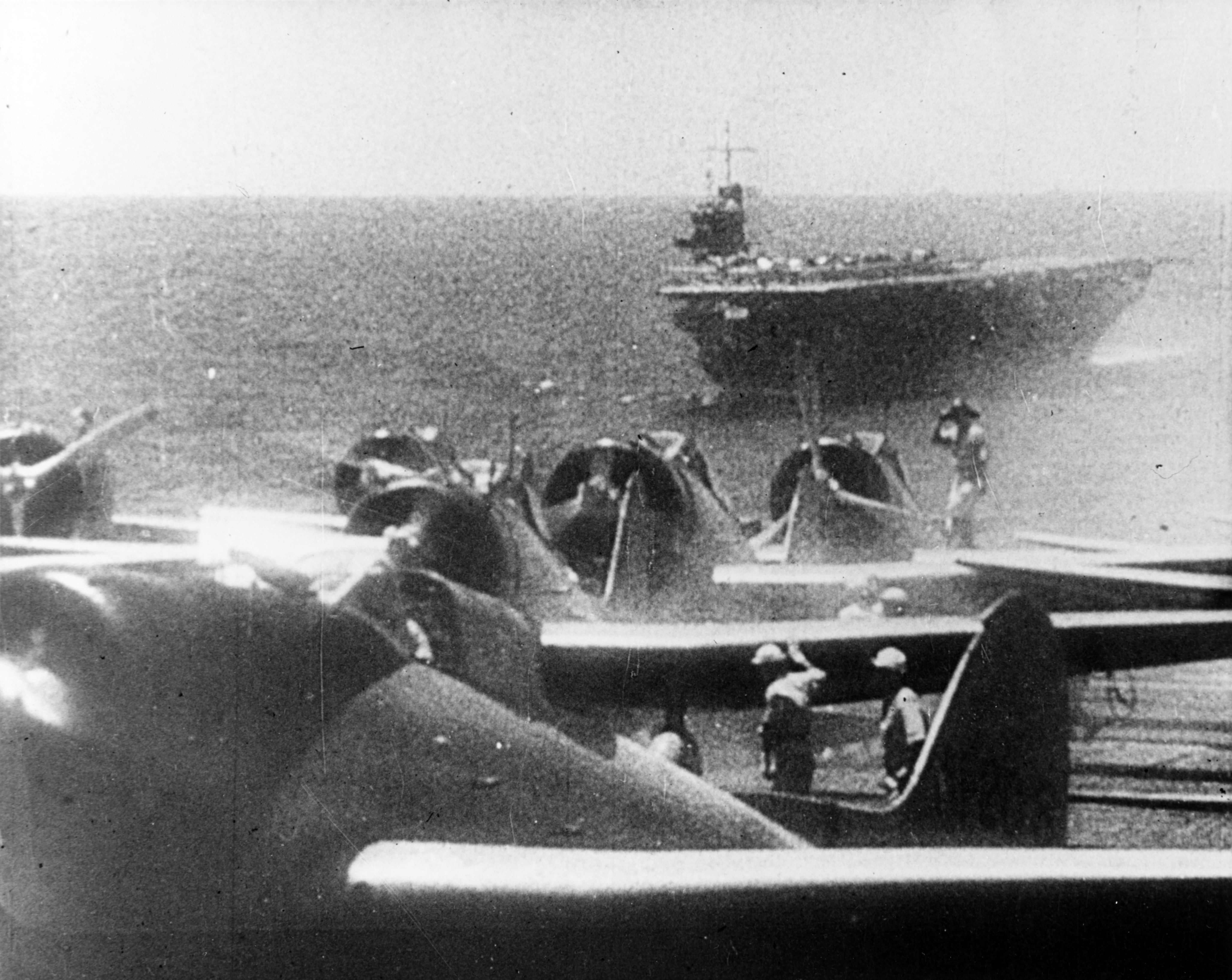
Bombarderos Aichi D3A de la 1.ª Flota Aérea se preparan para bombardear la base naval estadounidense en Pearl Harbor, Hawái.

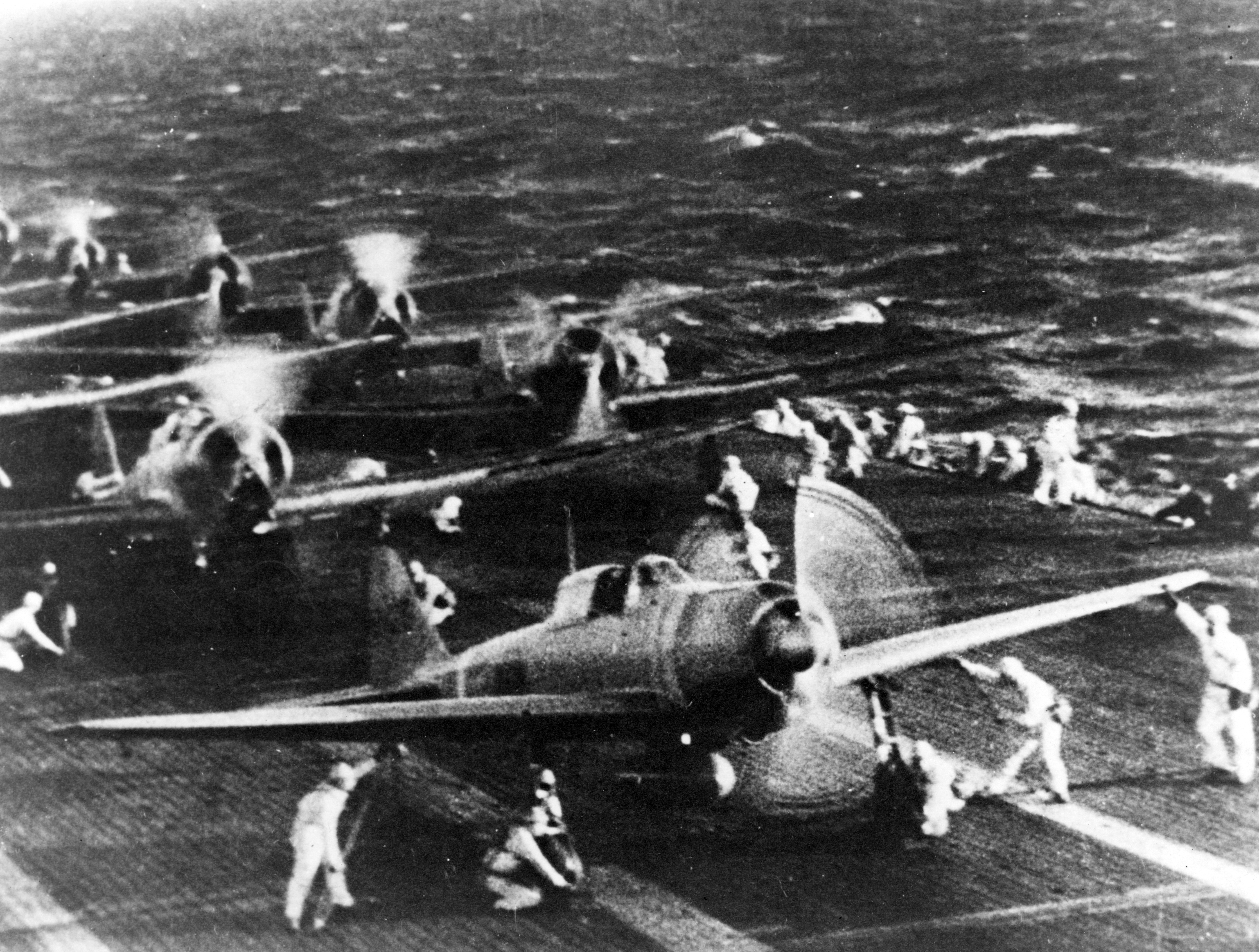
El portaaviones Shōkaku se prepara para lanzar el ataque a Pearl Harbor

Al comienzo de la guerra del Pacífico, la Armada Imperial Japonesa poseía la fuerza de transporte más poderosa del mundo, a través de la combinación de excelentes barcos, aviones bien diseñados y aviadores insuperables. El Servicio Aéreo de la Armada consistía en cinco flotas aéreas navales. Los japoneses tenían un total de diez portaaviones: seis portaaviones, tres más pequeños y un portaaviones para el entrenamiento. La 11.ª Flota Aérea: contenía la mayor parte de los aviones de ataque con base en tierra de la Armada. Una ventaja importante ejercida por los japoneses al comienzo de la guerra fue su capacidad de transportar en masa el poder aéreo. En abril de 1941, se creó la 1.ª Flota Aérea, que concentra a los portaaviones de la Armada en una única y poderosa unidad de ataque. La Kidō Butai (Unidad/Fuerza Móvil) fue el componente operacional de la 1.ª Flota Aérea. Al comienzo de la guerra, tres divisiones de portaaviones formaban la Kidō Butai. A diferencia de la Armada de los Estados Unidos, donde las divisiones de transportistas solo servían a título administrativo, las divisiones de transportistas de la Kidō Butai eran entidades operativas. Los dos portaaviones lucharon juntos en una división, a menudo intercambiando escuadrones de aviones y comandantes en los ataques. El comandante de la Kidō Butai podría manejar la flota de sus tres divisiones como una sola entidad que traía masas de aviones tripulados por aviadores altamente entrenados en un solo objetivo.
Durante los primeros seis meses de la guerra, el poder aéreo naval japonés logró un éxito espectacular y encabezó operaciones ofensivas contra las fuerzas aliadas. El 7 de diciembre de 1941, la Kidō Butai de la AIJ atacó Pearl Harbor, paralizando a la Flota del Pacífico de los Estados Unidos al destruir más de 188 aviones a un costo de 29 aviones. El 10 de diciembre, los bombarderos navales japoneses que operaban desde bases en Indochina, también fueron responsables del hundimiento del HMS Prince of Wales y el HMS Repulse, que fue la primera vez que buques capital fueron hundidos por un ataque aéreo mientras estaban en marcha. En abril de 1942, la incursión en el océano Índico expulsó a la Royal Navy del sudeste asiático. También se llevaron a cabo ataques aéreos en Filipinas y en Darwin al norte de Australia.
En estas batallas, los veteranos japoneses de la guerra contra china tuvieron un buen desempeño contra los pilotos aliados sin experiencia que pilotaban aviones obsoletos. Sin embargo, su ventaja no duró. En la batalla del Mar del Coral, la batalla de Midway, y nuevamente en la campaña de Guadalcanal, los japoneses perdieron muchos pilotos veteranos. Debido a que el programa de entrenamiento de pilotos japoneses no pudo aumentar su tasa de producción, esos veteranos no pudieron ser reemplazados. Mientras tanto, el programa de entrenamiento de pilotos norteamericanos se fue fortaleciendo. La industria aeronáutica estadounidense aumentó rápidamente las tasas de producción de nuevos diseños que hicieron que sus oponentes japoneses quedaran obsoletos. El examen de un avión japonés que se estrelló reveló que lograron su rango y maniobrabilidad superiores al prescindir de la armadura de la cabina y los tanques de combustible autosellantes. Las pruebas de vuelo mostraron que perdían la maniobrabilidad a altas velocidades. Los pilotos estadounidenses fueron entrenados para aprovechar estas debilidades. El avión japonés obsoleto y los pilotos mal entrenados sufrieron grandes pérdidas en cualquier combate aéreo durante el resto de la guerra, particularmente en la batalla del Mar de Filipinas. En la batalla del Golfo de Leyte, unos meses más tarde, la 1.ª Flota Aérea se usó solo como una fuerza de señuelo para alejar a la flota estadounidense principal de Leyte. Los remanentes de la aviación naval japonesa se limitaron entonces a operaciones en tierra, cada vez más caracterizadas por ataques kamikaze a las flotas de invasión estadounidenses.
Desde el 16 de diciembre de 1941 hasta el 20 de marzo de 1945, las víctimas de la aviación de AIJ que fallecieron fueron 14 242 tripulantes y 1579 oficiales.

### Fuerza aérea en 1941
El SAAIJ tenía más de 3089 aviones en 1941 y 370 entrenadores.
- 1.830 aviones de primera línea, incluyendo:
  - 660 cazas, 350 Mitsubishi Zero[36]
  - 330 aviones de ataque con base en portaaviones
  - 240 bombarderos terrestres de doble motor.
  - 520 hidroaviones (incluye cazas y reconocimiento) e hidrocanoas.

## Organización
Artículo principal: Organización del Servicio Aéreo de la Armada Imperial Japonesa

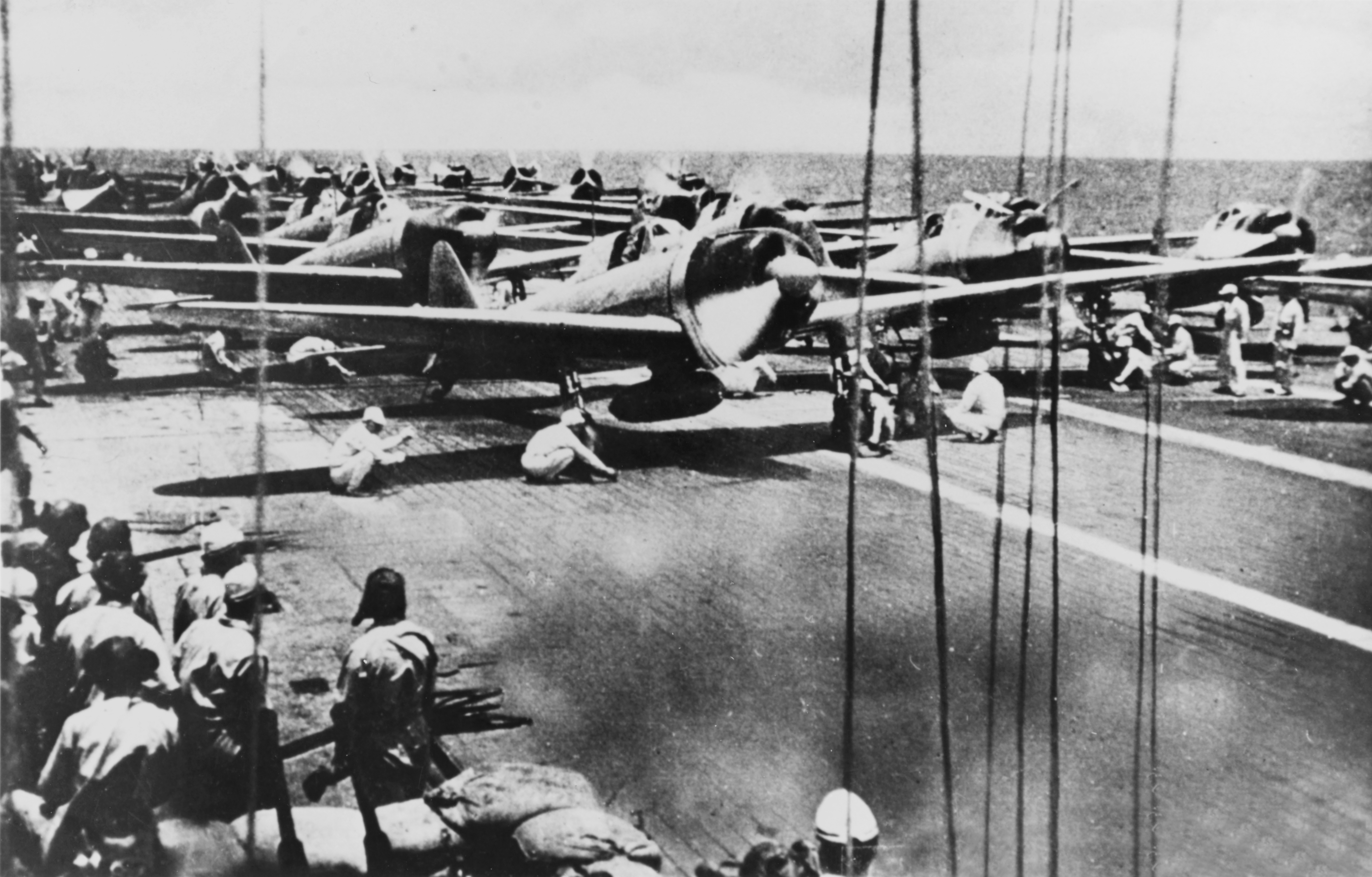
Un Mitsubishi A6M2 "Zero" Modelo 21 en la cubierta de vuelo del portaaviones Shōkaku, 26 de octubre de 1942, batalla de las islas Santa Cruz.

La élite de los pilotos eran los grupos aéreos basados en portaaviones (Kōkūtai, más tarde llamados koku sentai) cuyo tamaño (desde unos pocos a 80 o 90 aviones) dependía tanto de la misión como del tipo de portaaviones en el que estaban. Los portaaviones tenían tres tipos de aviones: cazas, aviones de nivel / torpedo y bombarderos en picado. Los transportistas más pequeños solían tener solo dos tipos, cazas y aviones de nivel/torpedo. Los Kōkūtai, con base en portaaviones, contaban con más de 1500 pilotos y la misma cantidad de aviones al comienzo de la guerra del Pacífico. La AIJ también mantuvo un sistema de flotas aéreas navales en la costa llamadas Koku Kantai y flotas aéreas de área llamadas Homen Kantai que contenían en su mayoría bombarderos bimotores y hidroaviones. El mando principal era la 11.ª Flota Aérea Naval, comandada por el Vicealmirante Nishizō Tsukahara. Los aviones con base en tierra proporcionaron la mayor parte de la aviación naval de Japón hasta la víspera de la Segunda Guerra Mundial.
Cada flota aérea naval contenía una o más flotillas aéreas (ordenadas por los almirantes en la retaguardia) cada una con dos o más grupos aéreos navales. Cada grupo aéreo naval consistía en una unidad base y en 12 a 36 aviones, más 4 a 12 aviones en reserva. Cada grupo aéreo naval consistía en varios hikotai (escuadrón/es) de nueve, 12 o 16 aviones; Esta era la unidad principal de combate del Servicio Aéreo de la AIJ y era equivalente a un chutai en el Servicio Aéreo del Ejército Imperial Japonés. Cada hikotai fue comandado por un teniente (j.g.), un oficial o un suboficial experimentado, mientras que la mayoría de los pilotos no eran oficiales comisionados. Generalmente había cuatro secciones en cada hikotai, y cada sección (shotai) con tres o cuatro aviones; a mediados de 1944 era común que un shotai tuviera cuatro aviones. Al comienzo de la guerra del Pacífico, había más de 90 grupos navales aéreos, cada uno asignado un nombre o un número. Los grupos aéreos navales nombrados generalmente estaban vinculados a un mando aéreo de la armada en particular o una base naval. Por lo general, fueron numerados cuando salieron de Japón.

## Aeronaves de la Segunda Guerra Mundial
A continuación se listan los aviones más importantes usados por el Servicio Aéreo de la Armada Imperial Japonesa durante la Segunda Guerra Mundial (entre paréntesis la designación de la Armada Imperial Japonesa y después el nombre en clave dado por los Aliados):
Cazas:
- Mitsubishi A5M (Caza Embarcado Tipo 96) "Claude"
- Mitsubishi A6M (Caza Embarcado Tipo 0) "Zeke"
- Kawanishi N1K-J/N1K2-J (Caza Interceptor Basado en Tierra Shiden/Shiden Kai) "George"
- Mitsubishi J2M (Caza Basado en Tierra Raiden) "Jack"
- Nakajima J1N1-S (Caza Nocturno Gekko) "Irving"

Bombarderos:
- Yokosuka P1Y (Bombardero Modelo 11 Ginga) "Francés"
- Mitsubishi G4M (Avión de Ataque Basado en Tierra Tipo 1) "Betty"
- Mitsubishi G3M (Avión de Ataque Basado en Tierra Tipo 96 Rikko) "Nell"

Torpederos y bombarderos en picado:
- Aichi D1A (Bombardero Embarcado Tipo 94) "Susie"
- Aichi D3A (Bombardero Embarcado Tipo 99) "Val"
- Yokosuka D4Y (Bombardero Embarcado Tipo 33 Suisei) "Judy"
- Nakajima B5N (Bombardero de Ataque Embarcado Tipo 97) "Kate"
- Nakajima B6N (Bombardero de Ataque Embarcado Tipo 11 Tenzan) "Jill"
- Yokosuka B4Y (Bombardero de Ataque Embarcado Tipo 96) "Jean"

Hidroaviones:
- Aichi E13A (Hidroavión de Reconocimiento Tipo 0) "Jake"
- Yokosuka E14Y (Hidroavión de Reconocimiento Pequeño Tipo 0) "Glen"
- Aichi E16A (Hidroavión de Reconocimiento Tipo 16 Zuiun) "Paul"
- Mitsubishi F1M (Hidroavión de Observación Tipo 0) "Pete"
- Nakajima E8N (Hidroavión de Reconocimiento Tipo 95) "Dave"
- Kawanishi E7K (Hidroavión de Reconocimiento Tipo 94) "Alf"
- Kawanishi H8K (Hidrocanoa Grande Tipo 2) "Emily"
- Kawanishi H6K (Hidrocanoa Grande Tipo 97) "Mavis"
- Kawanishi N1K1 (Hidroavión de Caza Kyōfū) "Rex"
- Nakajima A6M2-N (Cazabombardero/Interceptor Tipo 2) "Rufe"

Aviones de reconocimiento:
- Nakajima C6N "Myrt"

Entrenadores:
- Mitsubishi A5M-4k (versión biplaza del Mitsubishi A5M)

Aviones de transporte:
- Mitsubishi Ki-57 (Transporte Tipo 100 Modelo 2) "Topsy"
- Nakajima Ki-34 (Transporte Tipo AT-2) "Thora"
- Nakajima G5N (Bombardero de Ataque Experimental 13-Shi) "Liz" (usados para transporte)